# ابراهیم قدیرزاده
ابراهیم قدیرزاده (ترکی آذربایجانی: İbrahim Qədirzadə؛ زادهٔ ۲۱ مارس ۱۹۹۹) بازیکن فوتبال اهل جمهوری آذربایجان است.